# オールド・ボーイ
『オールド・ボーイ』（原題：올드 보이、英題：Old Boy）は、2003年公開の韓国映画。パク・チャヌク監督の復讐三部作の第2作。
原作は土屋ガロン（作）、嶺岸信明（画）による同名の漫画『ルーズ戦記 オールドボーイ』。1996年から1998年に「漫画アクション」で連載された。
第57回カンヌ国際映画祭で審査員特別グランプリ、第37回シッチェス・カタロニア国際映画祭でグランプリを受賞した。
2004年11月6日、東芝エンタテインメント株式会社の配給により日本公開される。

## ストーリー
映画と原作では本筋のストーリーは同じだが、舞台が日本から韓国に変わっているなどの変更がある。
- 映画：ごく平凡な生活を送っていたオ・デスはある日、突然誘拐され、15年間監禁された。解放されたデスが、自分が監禁された理由を解き明かすために奔走する5日間の物語。
- 漫画：ごく平凡な生活を送っていた五島慎一はある日突然誘拐され、10年間監禁された。解放された五島が、自分が監禁された理由を解き明かすために奔走する物語。

## キャスト
| 役名                 | 俳優                          | 日本語吹替 |
| -------------------- | ----------------------------- | ---------- |
| オ・デス             | チェ・ミンシク                | 磯部勉     |
| ミド                 | カン・ヘジョン                | 山田里奈   |
| イ・ウジン           | ユ・ジテ                      | 関俊彦     |
| ノ・ジュファン       | チ・デハン                    | 石田圭祐   |
| パク・チョルン       | オ・ダルス                    | 堀内賢雄   |
| ヒョンジャ           | イ・スンシン                  | 小山茉美   |
| イ・スア             | ユン・ジンソ                  | 水町レイコ |
| ハン警護室長         | キム・ビョンオク              | 中田和宏   |
| 高校時代のデス       | オ・テギョン                  | 岡野浩介   |
| 高校時代のジュファン | ユ・イラン                    | 三宅健太   |
| 高校時代のウジン     | アン・ヨンソク                | 関俊彦     |
| 時計屋のおばさん     | イ・ヨンヒ                    | すずき紀子 |
| ヨンジャ             | パク・ミョンシン （特別出演） | 朴璐美     |
| 自殺しようとする男   | オ・グァンノク （特別出演）   | 石井隆夫   |
| 乞食                 | イ・デヨン （特別出演）       | 辻親八     |

- 日本語版制作スタッフ：演出：小山悟、翻訳：根本理恵、台本：高山美香、録音・調整：新井保雄、効果：サウンドボックス、プロデューサー：中嶋唯雄／内田正仁／本松征治／礒﨑俊也（東芝エンタテインメント）制作担当：別府憲治／宮地奈緒（HALF H･P STUDIO）、日本語版制作：HALF H･P STUDIO

## 登場人物
オ・デス
本作の主人公。平凡のサラリーマンで妻子持ち。物語の序盤から何らかの揉め事を起こし、警察に連行されていた。彼は自身の名を「オ・デス」は「男は教を適当に過ごす」と自虐していた。友人のジュファンが迎えに来て解放され、娘の誕生日だったことから公衆電話より娘にプレゼントをもって帰る旨に連絡を入れた。そして、ジュファンが電話を代わり娘とオ・デスの妻と話している間に、オ・デスは忽然と姿を消してしまう。何者かに拉致されたオ・デスは監禁生活を強いられ、何故自分が監禁されたのかも分からず自暴自棄となり、ニュースでは彼の妻が何者かに殺害され、指定手配されていた。しかし、オ・デスは監禁された部屋の中で犯人を探す執念を燃やし、15年間身体を鍛え、日記に記録を記し、芯の強い精神を作り上げた。そんなある日、一人の女性ヨンジャが現れ、彼女に催眠術をかけられ、目覚めた彼は自由の身となった。寿司屋で会った若い女性ミドの協力を得て犯人捜しに執念を燃やす。
ミド
寿司屋で働いている若い女性。偶然オ・デスと出会い、店の中で倒れた彼を家まで運んだ。好奇心旺盛な性格でオ・デスが記した日記を読んでいた。
イ・ウジン
物語の黒幕でオ・デスを誘拐した張本人。電話でオ・デスに警告する。
ノ・ジュファン
オ・デスの学生時代の友人。オ・デスが何らかの揉め事を起こし、交番まで彼を向かいに来た。オ・デスの娘の誕生日の日に公衆電話でオ・デスの家族に電話をした所、彼がいなくなった事を気付く。それから15年後、インターネットカフェで経営しているジュファンはオ・デスと再会した。彼にこの事件の真相と犯人探しの協力をする。パソコンでオ・デスとジュファンの母校の真相を探る際、イ・ウジンの姉イ・スアの真相を探り、オ・デスに伝えるが、逆上したイ・ウジンに殺害された。
パク・チョル
ヒョンジャ
イ・スア
オ・デスが学生時代に出会った女性。実はイ・ウジンの姉で彼と関係を持っていた。それを見たオ・デスに見られ、学校中に噂され、最終的にダムで自殺を図った。この事でオ・デスが15年間監禁を強いられる原因となった。
ハン警護室長
時計屋のおばさん
ヨンジャ
オ・デスが監禁された部屋に現れた女性。彼に催眠術をかけ、外の世界へ解放した。終盤でも登場した。
自殺しようとする男
序盤で登場した犬を抱いている男性。オ・デスにネクタイを掴まれ、一時は彼に救われた。しかし、オ・デスが立ち去った後、犬と共にアパートから飛び降り自殺した。
乞食
冒頭でオ・デスの前に現れた男性。彼に携帯電話と財布を差し出した。

## 受賞歴
- 2003年度
  - 第57回カンヌ国際映画祭：審査員特別グランプリ
    - 審査委員長のクエンティン・タランティーノから「できればパルム・ドール（カンヌ国際映画祭の最高賞）を授与したかった」と激賞される。
    - 中央日報は「流血、バイオレンスアクション映画の大家クエンティン・タランティーノが2004年、カンヌ映画祭の審査委員長でなければパク・チャヌク監督の『オールド・ボーイ』が2等賞である審査委員大賞を受けることができなかったという話はほとんど定説のようになっている[3]」と指摘している。

  - 第37回シッチェス・カタロニア国際映画祭：最優秀作品賞
  - 第15回ストックホルム国際映画祭：観客賞
  - 第7回イギリス・インディペンデント映画賞：外国映画賞
  - 第25回ポルトガル・ファンタスポルト国際映画祭 監督週間：最優秀作品賞／監督賞（パク・チャヌク）
  - 第25回ポルトガル・ポルト国際映画祭 批評家週間：最優秀作品賞／脚本賞（ワン・ジョユン、イム・ジュンヒュン、パク・チャヌク）
  - 第24回香港映画祭：最優秀アジア映画賞
  - 第1回バンコク国際映画祭：監督賞（パク・チャヌク）
  - 第49回アジア太平洋映画祭：監督賞（パク・チャヌク）／主演男優賞（チェ・ミンシク）
  - 第24回青龍映画賞：監督賞（パク・チャヌク）／主演男優賞（チェ・ミンシク）／助演女優賞（カン・ヘジョン）
  - 第41回大鐘賞映画祭：監督賞（パク・チャヌク）／男優主演賞（チェ・ミンシク）／音楽賞（チョ・ヨンウク）／編集賞（キム・サンボム）／照明賞（パク・ヒョヌォン）
  - 第40回百想芸術大賞：作品賞／監督賞／女性新人演技賞（カン・ヘジョン）
  - 第12回春史大賞映画祭：審査委員特別賞／男優演技賞（チェ・ミンシク）／撮影賞（チョン・ジョンフン）／編集賞（キム・サンボム）
  - 第24回韓国映画評論家協会賞：作品賞／監督賞／男子演技者賞（チェ・ミンシク）／女子新人賞（カン・ヘジョン）／音楽賞（チョ・ヨンウク）／技術賞（チョン・ドアン）
  - 第5回釜山映画評論家協会賞：最優秀作品賞／監督賞（パク・チャヌク）／主演女優賞（カン・ヘジョン）／撮影賞（チョン・ジョンフン）
  - 第3回大韓民国映画大賞：最優秀作品賞／監督賞（パク・チャヌク）／男優主演賞（チェ・ミンシク）／音楽賞（チョ・ヨンウク、シム・ヒョンジョン、チェ・スンヒョン、イ・ジス）／照明賞（パク・ヒョヌォン）
  - 第7回ディレクターズ・カット・アワード：今年の監督賞（パク・チャヌク）／今年の制作者賞（キム・ドンジュ）／今年の男子演技者賞（チェ・ミンシク）

### 映画祭
- 2004年
  - 第58回イギリス・エジンバラ国際映画祭 出品
  - 第29回イスラエル・ハイファ国際映画祭
  - 第8回エストニア・タイリンブラックナイト国際映画祭 非コンペ部門
  - 第7回アルゼンチン・ブエノスアイレス国際インディペンデント映画祭 パノラマセクション 招待
  - 第28回ブラジル・サンパウロ国際映画祭 世界の視線部門
  - 第49回アジア太平洋映画祭2004 in福岡 上映
  - 第46回ギリシャ・テッサロニキ国際映画祭 特別上映
  - 第4回トランシルバニア国際映画祭 オープニング上映

## リメイク
ユニバーサル・ピクチャーズがリメイク権を獲得し、スティーヴン・スピルバーグ監督とウィル・スミスが参加して、ハリウッド版を制作する企画があった。
この件をめぐり、2009年6月15日、原作漫画の版権を所有している双葉社側が、ハリウッド版へのリメイク版権に関連し、関連収益支出事項を通告し代価を支払うとした双葉社との基本契約を破ったとして韓国映画オールド・ボーイの制作会社ショーイーストをソウル中央地方法院に告訴した。
その後、製作会社マンデート・ピクチャーズがリメイク権を獲得し、スパイク・リーを監督に迎え2013年の公開を目指して2012年秋からニューヨークとルイジアナ州で撮影された。出演はジョシュ・ブローリン、シャールト・コプリー、エリザベス・オルセン、サミュエル・L・ジャクソンなどであった。2013年に公開された。
また、これ以前にZindaというタイトルで2006年にインドで無許可リメイクが作られており、訴訟を起こす可能性があったが制作会社が倒産したため行われることはなかった。そのため、DVDやBlu-ray等は制作されていない。内容は本作に準じているが終盤に主人公の舌を切り落とされることが無い、銃による自殺シーンが無い等、残酷描写が減っている。また、今作以降アジョシのインドリメイクであるロッキー・ハンサムなどからきちんと版元にリメイク許可を取るようになった。

## その他
2007年4月16日に在米韓国人チョ・スンヒが起こしたバージニア工科大学銃乱射事件のあと、チョ・スンヒが米NBC放送に送った写真の一部が韓国映画『オールド・ボーイ』に似ているという主張がいくつかの米国メディアによって行われた。ニューヨークタイムズ電子版やABC放送ホームページは、『オールド・ボーイ』のチェ・ミンシクが金槌を持っている場面とチョ・スンヒ容疑者の写真を並べて掲載した。